# Borgia
Borgia é uma comuna italiana da região da Calábria, província de Catanzaro, com cerca de 7.029 habitantes. Estende-se por uma área de 41 km², tendo uma densidade populacional de 171 hab/km². Faz fronteira com Catanzaro, Girifalco, San Floro, Squillace.

## Demografia
| Variação demográfica do município entre 1861 e 2011                               |
|                                                                                   |
| Fonte: Istituto Nazionale di Statistica (ISTAT) - Elaboração gráfica da Wikipedia |